# Papas à la demande !
Violetta
Soy Luna
Papas à la demande ! est une telenovela mexicaine créée par Julio Cesar, réalisée par Pato Safa et produite par BTF Media en collaboration avec The Walt Disney Company. La diffusion originale a eu lieu à partir du 13 juillet 2022 en Amérique latine. Elle est inédite dans les pays francophones.

## Synopsis
En Californie, une jeune fille de 13 ans et ses parents adoptifs quittent Mexico pour Zacatecas afin de retrouver sa mère. Ils sont loin de se douter qu'ils sont suivis par deux drôles de voyous aux intentions suspectes.

## Distribution
- Farah Justiniani dans le rôle de California
  - Valérie Camarena Ibarra dans le rôle de la jeune California
- Jorge Blanco dans le rôle de Miguel
- Michael Ronda dans le rôle de Morgan
- Lalo Brito dans le rôle de Diego
- Fátima Molina dans le rôle de s Itzel
- Itatí Cantoral dans le rôle de Maricarmen
- Karla Farfán dans le rôle de Paulina
- Mauricio Isaac dans le rôle de Patricio Sandoval
- Alfonso 'Poncho' Borbolla dans le rôle de Riquezes
- Daniel Haddad dans le rôle de Gamboa
- Martín Castro dans le rôle de Emilio
- Giovanna Reynaud dans le rôle de Denisse
- Santiago Torres dans le rôle de Neto
- Hernán Mendoza dans le rôle de Gustavo

## Liste des épisodes
| Saison | Saison | Épisodes | Diffusion originale |
| ------ | ------ | -------- | ------------------- |
|        | 1      | 10       | 13 juillet 2022     |
|        | 2      | 07       | 8 novembre 2023     |